# Mittlerer Schwarzwald
Mittlerer Schwarzwald este o arie protejată (sit de importanță comunitară — SCI, arie de protecție specială avifaunistică — SPA) din Germania întinsă pe o suprafață de 21.665,69 ha, integral pe uscat.

## Localizare
Centrul sitului Mittlerer Schwarzwald este situat la coordonatele 48°08′04″N 8°07′47″E / 48.1344°N 8.1297°E.

## Înființare
Situl Mittlerer Schwarzwald a fost declarat arie de protecție specială avifaunistică în noiembrie 2007 pentru a proteja 16 specii de animale. Situl a fost protejat și ca sit de importanță comunitară în noiembrie 2007.

## Biodiversitate
Situată în ecoregiunea continentală, aria protejată nu include niciun habitat protejat.
La baza desemnării sitului se află mai multe specii protejate de  păsări (16): minunița (Aegolius funereus), cocoșul de mesteacăn (Bonasa bonasia), Carduelis citrinella, ciocănitoarea de stejar (Dendrocopos medius), ciocănitoare neagră (Dryocopus martius), presură de munte (Emberiza cia), Falco peregrinus peregrinus, șoimul rândunelelor (Falco subbuteo), ciuvică (Glaucidium passerinum), sfrâncioc roșiatic (Lanius collurio), gaia roșie (Milvus milvus), viespar (Pernis apivorus), ciocănitoare de munte (Picoides tridactylus), ciocănitoare verzuie (Picus canus),  cocoș de munte (Tetrao urogallus), mierlă gulerată (Turdus torquatus)